# Mali aux Jeux olympiques
Le Mali participe aux Jeux olympiques depuis 1964 et a envoyé des athlètes à chaque jeux depuis cette date sauf en 1976. Le pays n'a jamais participé aux Jeux d'hiver. 
Le Comité national olympique du Mali a été créé en 1962 et a été reconnu par le Comité international olympique (CIO) l'année suivante.

## Tableau des médailles
| Année               | Athlètes          | Médaille d'or, Jeux olympiques | Médaille d'argent, Jeux olympiques | Médaille de bronze, Jeux olympiques | Total             | Rang              |
| Tokyo 1964          | 2                 | 0                              | 0                                  | 0                                   | 0                 | -                 |
| Mexico 1968         | 1                 | 0                              | 0                                  | 0                                   | 0                 | -                 |
| Munich 1972         | 3                 | 0                              | 0                                  | 0                                   | 0                 | -                 |
| Montréal 1976       | N'a pas participé | N'a pas participé              | N'a pas participé                  | N'a pas participé                   | N'a pas participé | N'a pas participé |
| Moscou 1980         | 8                 | 0                              | 0                                  | 0                                   | 0                 | -                 |
| Los Angeles 1984    | 4                 | 0                              | 0                                  | 0                                   | 0                 | -                 |
| Séoul 1988          | 6                 | 0                              | 0                                  | 0                                   | 0                 | -                 |
| Barcelone 1992      | 5                 | 0                              | 0                                  | 0                                   | 0                 | -                 |
| Atlanta 1996        | 3                 | 0                              | 0                                  | 0                                   | 0                 | -                 |
| Sydney 2000         | 5                 | 0                              | 0                                  | 0                                   | 0                 | -                 |
| Athènes 2004        | 23                | 0                              | 0                                  | 0                                   | 0                 | -                 |
| Pékin 2008          | 17                | 0                              | 0                                  | 0                                   | 0                 | -                 |
| Londres 2012        | 6                 | 0                              | 0                                  | 0                                   | 0                 | -                 |
| Rio de Janeiro 2016 | 6                 | 0                              | 0                                  | 0                                   | 0                 | -                 |
| Total               | 89                | 0                              | 0                                  | 0                                   | 0                 | -                 |